# Bibracte
Bibracte era un oppidum gallico o città fortificata, capitale degli Edui dalla fine del II alla fine del I secolo a.C., e una delle più importanti fortificazioni sommitali della Gallia. La cultura materiale espressa dal suo popolamento corrisponde a una facies protostorica della Tarda Età del Ferro, nota tra gli studiosi come Cultura di La Tène.
Centro nevralgico del potere dell'aristocrazia edua, era anche un importante centro artigianale e commerciale dove, su una superficie di quasi 135 ettari, coabitavano minatori, fabbri e coniatori di moneta.
Questo notevole sito è situato nei pressi di Autun, in Borgogna, nel comune di Saint-Léger-sous-Beuvray (Saona e Loira) sulla sommità del Mont Beuvray, nel massiccio del Morvan.
La sua posizione la vede strategicamente collocata alla confluenza dei bacini idrografici della Saona, dell'Yonne, della Senna e della Loira. Il Beuvray è composto da tre cime: il Theurot de la Wivre con la sua roccia, il Theurot de la Roche e il Porrey che è la vetta culminante.
Il sito ospita il museo della civiltà celtica, dove si ripercorre la vita di questa città dai 5 ai 10 000 abitanti all'interno di un oppidum fortificato che gli scavi archeologici del Mont Beuvray stanno gradualmente rivelando. La conservazione e la gestione del sito sono portate avanti da una società anonima a capitale misto, con maggioranza di capitale pubblico nazionale, eponima del luogo, e trasformata nel 2007, in un établissement public, persona giuridica di diritto pubblico.
Il 12 dicembre 2007, il sito di Bibracte ha ricevuto il riconoscimento «Grand site de France».

## Etimologia

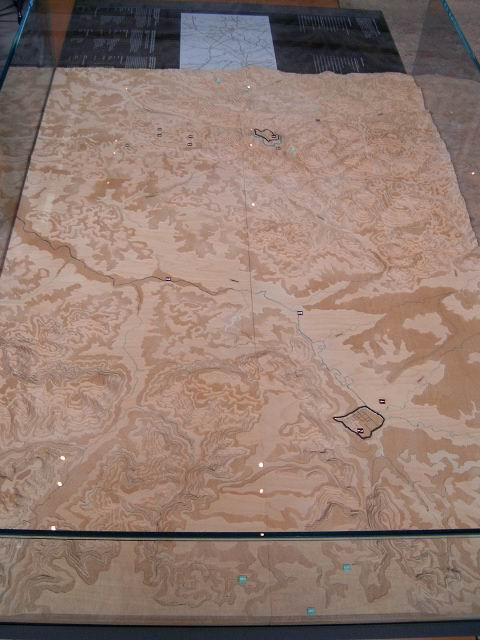
Plastico della zona con Bibracte sul fondo e Autun in primo piano.

L'origine del nome Bibracte non è ancora ben compresa. Questo termine potrebbe derivare dal celtico biber (castoro) o dal latino biffractus (doppiamente fortificato). Quest'ultima etimologia è tuttavia la più incerta, tanto da un punto di vista strategico che storico. In effetti è molto difficile proteggere un muro di sostegno su più chilometri e l'utilizzo di una doppia cinta non è dunque giustificato. Inoltre, la cinta muraria della cittadella è stata ridotta dopo che misure di datazione hanno permesso di mostrare l'anteriorità del terrapieno esterno rispetto a quello interno (si veda la pianta). Il paramento in pietra della cinta esterna è stato quindi sicuramente riutilizzato per la costruzione del secondo muro. Non è dunque certo che Bibracte abbia avuto due muri di cinta in contemporanea.
Una spiegazione completamente diversa è suggerita da tre iscrizioni, con dedica a una divinità celtica Bibracte, rinvenute a Autun nel XVII secolo. Malauguratamente, due delle iscrizioni, incise su pietra, sono sparite; l'autenticità della terza, impressa su un medaglione in ottone, è invece controversa. In effetti, antiche querelle sulla localizzazione di Bibracte potrebbero aver indotto alcuni eruditi dell'epoca a produrre dei falsi per giustificare la dislocazione dell'oppidum eduo sul sito di Autun (l'antica Augustodunum) che divenne effettivamente la capitale del popolo eduo nel I secolo a.C. Qualunque interpretazione gli si voglia dare, il mistero sull'origine del toponimo Bibracte rimane intatto.

## Scoperta di Bibracte
La prima menzione di Bibracte nella storia è stata fatta da Cesare nei suoi Commentarii sulle guerre galliche concernenti l'anno 58 a.C. Viene di nuovo menzionata quando, nel 52 a.C., Cesare si interroga sulle intenzioni dei suoi alleati edui che si sono uniti alla rivolta e hanno incoronato Vercingetorige a re dei Galli a Bibracte. Dopo questa non riceve altre menzioni. Delle iscrizioni d'epoca augustea proclamano che la capitale edua ha ricevuto il nome di Augustodunum (la cittadella di Augusto); questo nome darà origine a quello dell'attuale Autun.
A partire dal XVI secolo, si diffuse una specie di infatuazione tra gli studiosi, gli aristocratici e gli uomini di chiesa, sul passato locale che condusse a porsi la questione della localizzazione di Bibracte. Due tesi si fronteggiano da allora: una vorrebbe situare Bibracte ad Autun, con la città gallica sulla posizione di quella gallo-romana; l'altra tesi vorrebbe la città sulle pendici del Beuvrect o Bevrect, l'odierno mont Beuvray. Quest'ultima tesi si fonda su tre argomentazioni principali. Innanzitutto, vi è un'assonanza tra i termini Bibracte e Beuvrect. Inoltre, questa ipotesi invoca una tradizione trasmessa dalla cronachistica medievale che poneva la città sul Beuvrect. Ciò è confortato dall'esistenza di una fiera annuale il primo mercoledì, giovedì e venerdì di maggio e la cui antichità era già affermata da testi del XIII secolo. Infine, vanno in questa stessa direzione i ritrovamenti ceramici, le monete e le observations du curé de Saint-Léger-sous-Beuvray del 1725.
In realtà, è l'ipotesi legata ad Autun a ricevere all'inizio la maggiore approvazione. D'altronde, dopo la Rivoluzione francese, Autun sarà ribattezzata Bibracte e manterrà per un po' di tempo questa denominazione. Bisognerà attendere il XIX secolo e le ricerche di Jacques Gabriel Bulliot perché la situazione cambi in favore dell'ipotesi del Mont Beuvray.
Nel 1851, Bulliot decide di scrivere una comunicazione al Congrès de la société française d'Archéologie su un'antica cappella (la chappelle di Saint Martin au Mont Beuvray), che verteva sul tema della cristianizzazione della nazione edua.
Per questo motivo egli ritorna al Beuvray per delle nuove osservazioni. Sulla sommità del monte, vicino alla cappella, scopre qualcosa che egli interpreta allora come un campo romano, ma che si rivelerà in realtà un nemeton, un recinto sacro della religione celtica.
Intraprende così una serie di ricerche sulle Guerre galliche e su varie cronache medievali. È così che, contro l'opinione unanime della Société éduenne, prende in considerazione la possibilità di collocare Bibracte sul Beuvray e non a Autun.
In seguito a questi studi dà alle stampe il suo Essai sur le système défensif des Romains dans le pays éduen entre la Saône et la Loire (Saggio sul sistema difensivo dei Romani nel territorio eduo tra la Saona e la Loira); le sue convinzioni gli fanno guadagnare appena il sorriso dei membri della società di archeologia. 

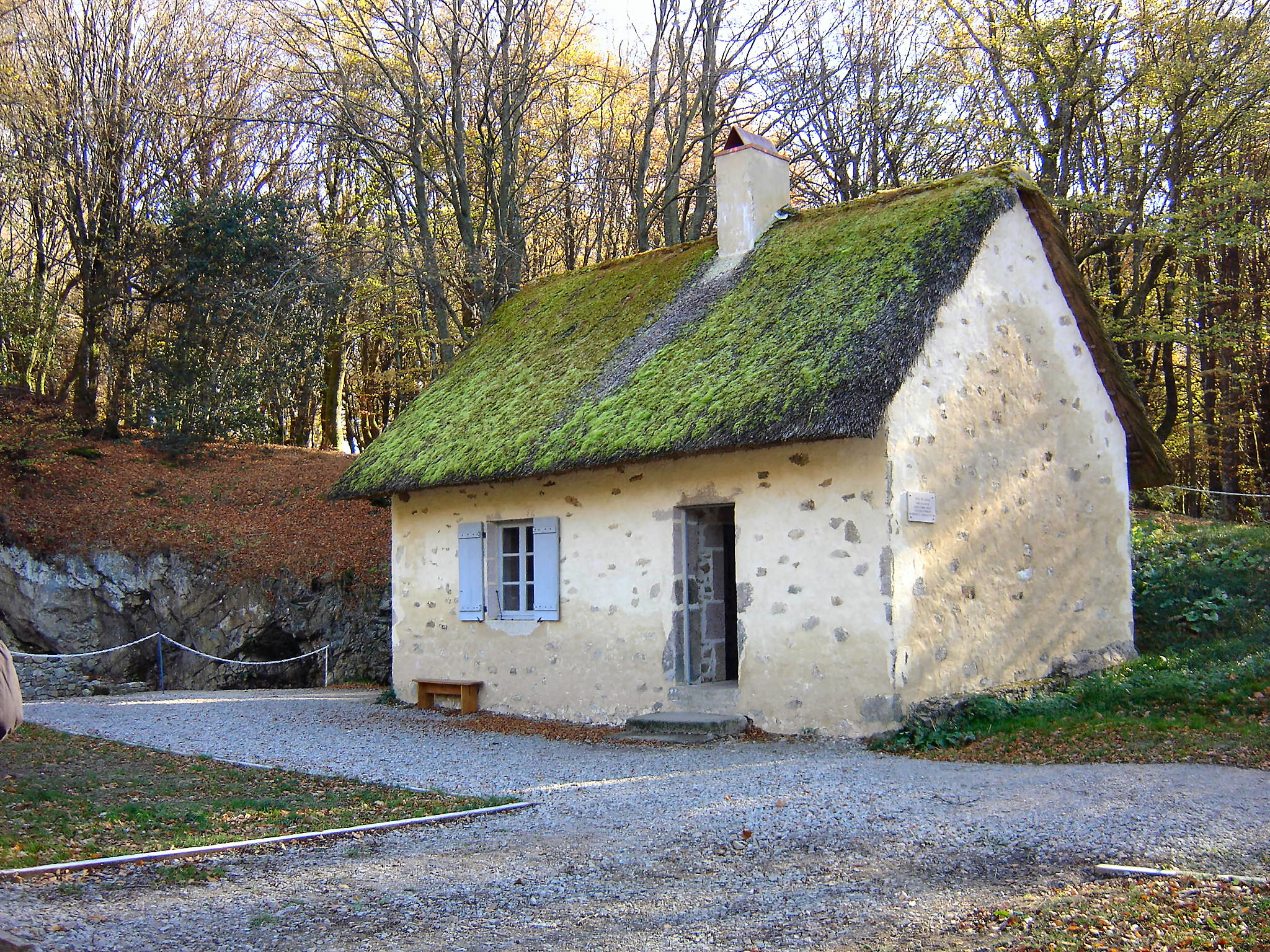
Ricostruzione dell'abitazione utilizzata da Jacques Gabriel Bulliot durante le sue campagne di scavo al Mont Beuvray.

Sarà l'interesse dell'imperatore Napoleone III per le battaglie delle Guerre galliche ad accelerare le cose. Infatti, Bulliot riceve la visita di un ufficiale, di nome Stoffel, incaricato dall'imperatore di effettuare delle ricerche sulla vittoria romana contro gli Elvezi. Bulliot lo mette a conoscenza delle sue convinzioni eterodosse sulla collocazione di Bibracte. L'ufficiale si mostra un po' interessato alla cosa, ma affida a un altro membro della Société éduenne, Xavier Garenne, il compito di effettuare dei sondaggi di scavo sul Beuvray. 
In contemporanea, il visconte d'Aboville, proprietario dei terreni, dà inizio anch'egli delle ricerche e ne mostra i risultati all'arcivescovo di Reims, anch'egli membro della Société éduenne, nonché amico di Bulliot, nonostante le divergenze che li dividevano sulla questione di Bibracte. Interessato da questi scavi, l'arcivescovo decide di portarne a conoscenza l'imperatore. È così che, nel 1867, Napoleone III commissiona a Bulliot delle ricerche sul Beuvray, assegnandogli dei fondi.
Bulliot scaverà il sito dal 1867 al 1905, fugando ogni dubbio sulla localizzazione di Bibracte. Suo nipote, Joseph Déchelette, da lui stesso iniziato alla pratica degli scavi, continuerà i lavori fino al 1907 confrontando Bibracte a altri siti europei come l'oppidum di Strakonice in Boemia, quello di Manching in Baviera e quello di Velem-Zenst-Vid in Ungheria, un'intuizione che farà di lui uno dei precursori di una visione dell'unità culturale del mondo celtico e della civiltà degli oppida.
Il lavoro di scavo non si limitava al recupero di materiali ma comportava anche l'estensione di note e appunti che saranno in seguito debitamente pubblicati nella sua opera del 1899 dal titolo Fouilles du Mont-Beuvray (ancienne Bibracte) de 1867 à 1895 (Gli scavi al Mont-Beuvray (antica Bibracte) dal 1867 al 1895).
Favorita dalla presenza di resti gallo-romani di facile individuazione, l'estensione della ricerca toccherà anche l'area interna alle fortificazioni, uno spazio solitamente negletto dalle ricerche del tempo. Grazie a questa impronta metodologica, Bibracte rimarrà, per un quarto di secolo, l'unico sito a beneficiare di un'esplorazione sistematica accompagnata dalla pubblicazione di resoconti di scavo.
Attualmente importanti scavi vi sono condotti da collaborazioni internazionali di team provenienti dalle università di Sheffield, Kiel, Budapest, Vienna e Lipsia.

## Storia dell'oppidum

### Cronologia del popolamento del mont Beuvray

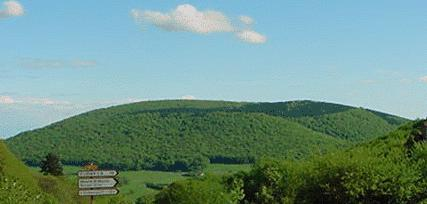
Veduta del mont Beuvray

Gli scavi della Porte du Rebout hanno permesso di scoprire una successione di cinque interventi il più vecchio dei quali attesta la frequentazione umana del monte fin dal Neolitico. Le tecniche di datazione hanno comunque rivelato che l'oppidum non fu fondato se non verso la fine del II secolo a.C., su una superficie di 200 ettari protetta dal muro di contenimento esterno. Un secondo muro interno fu costruito in seguito per ragioni ancora non ben comprese.
Gli Edui avevano ottenuto lo status di amici del popolo romano, mentre i contatti con commercianti romani risalivano probabilmente a prima della conquista della Gallia da parte di Cesare. Questo status privilegiato fece sì che Bibracte risentirà appena del conflitto: 
nel 58 a.C., 25 km a sud della città, a Montmort, le legioni di Giulio Cesare otterranno la vittoria sul popolo migrante degli Elvezi (battaglia di Bibracte), forzandone il ripiegamento nell'originaria Svizzera dove saranno gradualmente incorporati in quello che sarà l'Impero romano. Malgrado l'adesione alla rivolta di Vercingetorige del 52 a.C., quando un'assemblea dei popoli gallici riuniti a Bibracte gli conferirà il comando supremo degli eserciti gallici, Cesare trattò con riguardo la città dopo la sua vittoria ad Alesia. Vi soggiornò durante l'inverno 52/51 a.C. per redigervi i suoi Commentarii, quegli stessi che consegneranno alla storia i nomi di alcuni altolocati personaggi dell'aristocrazia edua, come il vergobreto Dumnorige, e il druido Diviziaco, suo fratello.
La città conoscerà poi il suo più pieno sviluppo nei decenni successivi alla guerra di conquista romana. Il geografo Strabone, che scrive una generazione dopo Cesare, segnala ancora Bibracte come piazzaforte degli Edui.
Dopo la fondazione di Autun (Augustodunum) all'incirca nel 15 a.C., sotto il regno di Augusto, a 25 km, Bibracte fu gradualmente abbandonato dai suoi abitanti. Sopravvissero tuttavia alcuni culti, nei templi e presso le sorgenti, mentre le residenze aristocratiche continuarono ad essere mantenute. Sono state avanzate due ipotesi rispetto all'abbandono progressivo del sito, realizzatosi in qualche decennio. La migrazione degli abitanti potrebbe rispondere ad esigenze economiche o a una volontà di integrazione al modello romano; una parte della classe dominante edua, già filoromana durante le guerre galliche, avrebbe preso coscienza dell'importanza strategica della nuova città, situata sui principali assi di comunicazione volendo altresì adattarsi al modello romano della città di pianura, mentre una popolazione più ancorata alla tradizione rimaneva ancora nell'antico sito.
Alcuni testi del XIII secolo ci rivelano della sopravvivenza di una fiera, con inizio ogni primo mercoledì di maggio, localizzata sull'antico centro.. 
Nel XV e XVI secolo, si insediò sul Beuvray il convento dei Cordiglieri.. Oggi il convento è abbandonato, ma la tradizione della fiera sopravvive ancora.

### Influenza e potenza dell'oppidum
Oltre alla creazione, ad opera di Gabriel de Mortillet, del tipo beuvraisien, nella classificazione delle popolazioni antiche, termine oggi in disuso perché non corrispondente ad alcuna realtà storica, la potenza della capitale edua è riferita nei Commentarii di Cesare, che sottolineano la rete di alleanze che gli Edui intrattenevano con i popoli circostanti. Cesare menziona anche i conflitti che opposero gli Edui agli Arverni e ai Sequani per l'egemonia su una gran parte della Gallia. Queste menzioni non sono del tutto inoffensive, visto che Roma è l'alleata degli Edui, «fratelli di sangue» dei Romani, almeno fin dal II secolo a.C. Essi intrattengono d'altronde legami commerciali e alleanze militari: Roma soccorre gli Edui nel II secolo a.C. debellando l'esercito arverno e risponde nuovamente al loro appello in occasione della migrazione degli Elvezi in Gallia centrale, l'evento scatenante della conquista romana della Gallia.

La situazione delle alleanze e delle rivalità degli Edui nel I secolo a.C.

Oltre alla forte alleanza con Roma, gli edui facevano anche parte di una confederazione di tribu celtiche:
- gli Ambarri, dipartimento dell'Ain
- gli Aulerci Brannovici
- i Bellovaci
- i Biturigi Cubi, regione del Berry
- i Parisii
- i Segusiavi, regione del Forez, limitrofi con gli Arverni
- i Senoni, presso Sens, nel dipartimento della Yonne.

Grazie a queste alleanze, l'influenza degli Edui si poteva dispiegare su una buona parte del territorio gallico.
Infine, non deve essere trascurato l'aspetto demografico, visto che gli archeologi stimano la popolazione del Beuvray tra i 5000 e i 10 000 abitanti, nel periodo di pieno sviluppo.

#### Commercio
Nella sua Histoire de la Gaule, lo storico Camille Jullian dedica qualche riga agli Edui: «Bibracte, sicuramente, fu il punto di partenza e il più sicuro garante della loro potenza. Intorno a Bibracte passavano delle vie di comunicazione troppo importanti, che univano i tre grandi bacini della Francia.»
In questo modo, i prodotti romani che risalivano la valle del Rodano (le vie fluviali erano all'epoca le più agevoli e rapide) per imboccare la Saône, la Loira o l'Allier, passavano in territorio eduo prima di ricongiungersi al bacino della Loira e della Senna. Gli Edui si trovavano nel bel mezzo in un importante crocevia commerciale tra Roma e il mondo celtico, tanto più che il Beuvray domina a ovest la valle della Loira e ad est la valle della Saona. In questo modo, gli Edui avevano consentito la diffusione dei prodotti romani attraverso la Gallia fin dal II secolo a.C., permettendo ai loro alleati della confederazione di trarre profitto dal commercio con Roma e sicuramente con le colonie greche come la città focea di Massalia. Questo commercio è attestato dalle grandi quantità di anfore e di ceramiche provenienti dall'Italia, ritrovate nelle discariche e sotto il pavimento delle abitazioni.
Inoltre, gli Edui avevano installato un sistema di dogane che imponeva un dazio ai prodotti che transitavano sul loro territorio, per accrescere la ricchezza come sembrano testimoniare i testi di Cesare:
(Giulio Cesare, De bello Gallico, I, 18.)
D'altronde, Edui e Sequani, si fronteggiavno per il controllo dell'Arar (l'attuale Saona) visto che il controllo del fiume permetteva di tassare l'insieme dei prodotti romani e celtici che passavano nel crocevia per le vie fluviali.

#### Politica

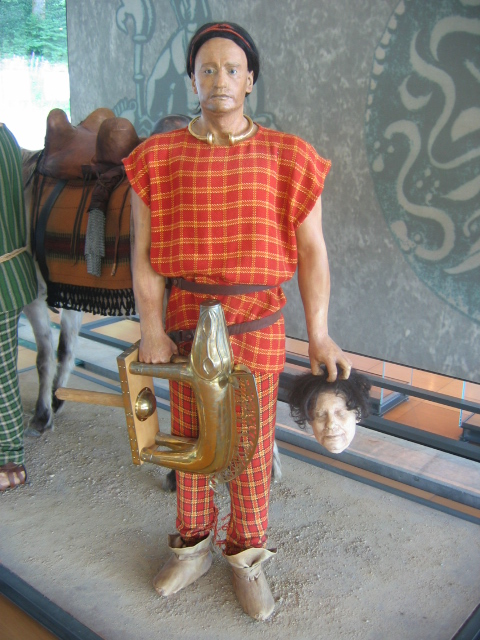
Ricostruzione ipotetica di un aristocratico celtico, con torque al collo e testa nemica in mano.Musée de la civilisation celtique di Bibracte.

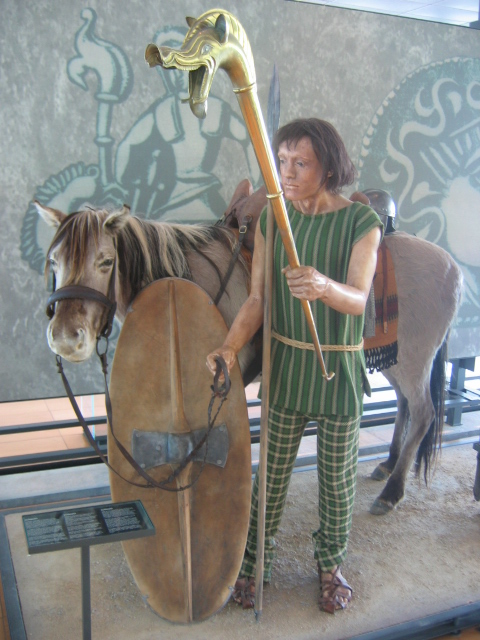
Il capo eduo Dumnorige, fratello del druido Diviziaco, con la tromba celtica da guerra (carnyx) e il tipico scudo celtico oblungo con spina mediana e umbone metallico. Musée de la civilisation celtique di Bibracte.

Il sistema politico degli Edui è stato ricostruito essenzialmente grazie alle indicazioni disseminate nei Commentarii di Cesare. A capo dello comunità edua sedeva un senato cui prendeva parte un solo membro di ciascuna famiglia aristocratica edua. Quello che oggi chiamiamo potere esecutivo era in mano di una figura chiamata vergobreto, una forma di magistratura suprema, che esercitava le sue funzioni per un anno. Durante questo periodo gli era però interdetto di oltrepassare le frontiere del territorio, cosa che gli impediva di guidare l'esercito all'esterno dei limiti territoriali. Questa misura, insieme a quella che autorizzava un solo seggio senatoriale per famiglia aristocratica, mirava sicuramente ad impedire la concentrazione di potere nelle mani di un solo individuo o di una famiglia. Il vergobreto era eletto pubblicamente da un consiglio composto da druidi. Presso gli Edui, sembra che il vergobret esercitasse anche un ruolo giudiziario visto che Cesare riporta che egli aveva «diritto di vita o di morte sui suoi concittadini». Infine, si pensa che il vergobret fosse responsabile dell'amministrazione del territorio. Cesare precisa che sono i druidi ad esserne investiti. Riferendosi alla loro dottrina: 
(Giulio Cesare. De bello Gallico, VI, 14)
Nessuna indagine archeologica è riuscita finora a restituire uno di tali atti, i cui supporti, in legno ricoperto di cera, erano estremamente deperibili.
Si sa pure che i druidi erano investiti di alte funzioni: un esempio ci è fornito dal druido Diviziaco, fratello di Dumnorige, che si recò a Roma per perorare, davanti al senato romano, la causa degli Edui quando essi erano minacciati dall'invasione germanica guidata da Ariovisto, su istigazione dei Sequani. Nel 57 a.C., Diviziaco diresse anche la cavalleria edua contro i Bellovaci, durante la guerra di Gallia, lasciando quindi supporre che i druidi potessero assumere alte cariche militari.

## Ricerca archeologica sul Mont Beuvray
Dal 1865 al 1895, Gabriel Bulliot, identificò dapprima Bibracte (1867), e vi iniziò degli scavi (specialmente il quartiere degli artigiani nelle vicinanze della Porte du Rebout), grazie ai fondi stanziati da Napoleone III. In effetti, appassionato di storia, l'imperatore diede avvio a vaste campagne di scavo per identificare i siti delle guerre galliche allo scopo di redigere la sua Histoire de Jules César, pubblicata a Parigi, in tre volumi, tra il 1865 e il 1866. Il modesto «Hôtel des Gaules», che ospitò i ricercatori, è stato ricostruito in seguito. Joseph Déchelette, nipote di Bulliot, riprende i lavori dal 1895 al 1907. Ucciso durante il primo conflitto mondiale. Gli scavi cadono nell'oblio. Nel 1984, gli scavi riprenderanno sotto la spinta di François Mitterrand che proclamerà Bibracte sito d'interesse nazionale nel 1985.. Questo termine, inventato per l'occasione, permetterà al sito di essere sovvenzionato. Il marchio d'"interesse nazionale" proprio per designare delle esposizioni museali o dei siti destinatari di un programma di diffusione e apertura al pubblico sotto l'egida del ministero francese della Cultura. È ancora lui a dare impulso a un progetto di ricerca archeologica di portata europea, creando, nel 1989, il Centre archéologique européen du Mont Beuvray che raggruppa il sito, il museo e il centro di ricerca di Glux-en-Glenne. Viene inaugurato nel 1995. Con decreto del 21 marzo 1995, il ministro della Cultura, su parere del Conseil national de la recherche archéologique, conferma l'appartenenza alla lista dei siti archeologici di interesse nazionale, l'oppidum de Bibracte (Mont-Beuvray, Saint-Léger-sous-Beuvray; Saona e Loira; Glux-en-Glenne; Nièvre). Gli scavi sono attualmente condotti da Vincent Guichard e messi in opera da varie équipe francesi e straniere; gli scavi si concentrano soprattutto sul quartiere gallico del Rebout, sul vasto insieme gallo-romano del Pascolo del Convento e sull'abitazione romana del Parco dei Cavalli.
In questo modo, specialisti, ricercatori, professori e studenti di tutta Europa si affiancano ogni estate sul sito per esplorarne le diverse parti. Vi si trovano tra le altre:
- Germania: Università di Kiel, di Lipsia, di Ingolstadt, di Magonza
- Austria: Università di Vienna
- Belgio: Libera Università di Bruxelles
- Spagna: Università Complutense di Madrid e di Saragozza
- Francia: università di Besançon, di Digione, Parigi I, Parigi VI, di Tours...
- Polonia: Università di Rzeszów
- Regno Unito: Università di Edimburgo
- Ungheria: Università di Budapest
- Italia: Università di Bologna
- Slovenia: Università di Lubiana
- Svizzera: Università di Losanna
- Repubblica Ceca: Università Masaryk

Ciascuna università effettua le sue ricerche attraverso progetti triennali, attualmente rivolti alla comprensione del modo di funzionamento di una città celtica del periodo di la Tène. Il metodo di indagine si compone di un lavoro sul campo di qualche settimana, seguito da uno studio dettagliato degli scavi e dei ritrovamenti che saranno in seguito conservati presso il locale centro di ricerca.

### La prospezione archeologica al Mont Beuvray
La tecnica di prospezione utilizzata da Bulliot era rudimentale. Consisteva nell'osservare le asperità del terreno dal momento che il monte non ha praticamente subito alcuna evoluzione dall'epoca. Questo gli permetteva di rilevare una pianta delle mura quasi senza effettuare alcuno scavo. Impiegò questa tecnica alla scala del sito con l'aiuto di topografi dell'esercito che realizzarono una serie di rilievi topografici del terreno. Di questi, solo quello del quartiere del Porrey si è conservato fino a i nostri giorni.
È la medesima tecnica che è stata utilizzata, in questi ultimi anni, nello stesso quartiere del Porrey, ma con l'ausilio di apparecchiature più precise, come i teodoliti e il sistema GPS. Infatti, la prospezione aerea o elettromagnetica è resa impossibile dalla natura stessa del sottosuolo e dalla vegetazione che ha rimboschito il monte da quando si sono fermati la pastorizia e gli scavi di Déchelette. Una tecnica onerosa, ma più rapida, è in corso di sperimentazione dal 2007; si tratta della metodologia dello scanner laser aerotrasportato, il cosiddetto Lidar, che permette di superare l'ostacolo della vegetazione e di rilevare, in pochi minuti, quello che richiederebbe abitualmente molte settimane di lavoro a livello del terreno. Si cercherà così di disegnare una mappa completa della città e di archiviare la topografia dei luoghi.

## Organizzazione dell'oppidum
Le ricerche condotte da Bulliot et Déchelette alla fine del XIX secolo e all'inizio del XX hanno rivelato un'organizzazione del sito in quartieri, le cui costruzioni seguono, nel loro insieme, una via centrale che va dalla Porte du Rebout alle Grandi Porte. Questa organizzazione si distingue da quella di altri oppida, come quello di Manching, nei quali si rinviene una trama urbana regolare; il motivo è legato all'altimetria del terreno e al fatto che la cinta muraria circonda tre rilievi con alcune pendenze relativamente scoscese.
Gli scavi successivi al 1984 sembrano confermare a grandi linee le ipotesi di Déchelette et Bulliot aggiungendovi tuttavia alcune sfumature.

### Le fortificazioni

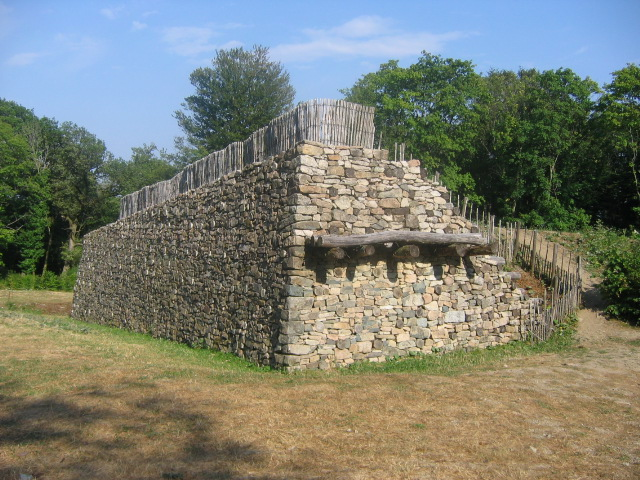
La Porte du Rebout, ricostruzione di un murus gallicus.

Bibracte era protetta da potenti contrafforti realizzati secondo la tipologia del murus gallicus la cui storia gli scavi hanno permesso di ricostruire. La città ha visto succedersi due cinte differenti e almeno cinque rifacimenti della cinta interna, rivelate, tra l'altro, dallo studio della Porte du Rebout. Sorprendentemte, la cinta interna è posteriore a quella esterna. L'insediamento ha dunque conosciuto una riduzione della superficie da 200 a 135 ettari.
La prima cinta (quella interna mostrata sulla mappa), scoperta da Bulliot è un murus gallicus che delimita una superficie di 135 ettari per una lunghezza di 5 km. Si stima così che la costruzione del muro ha richiesto quantità imponenti di materiali da costruzione: più di 10 000 metri steri di legno, tra i 10 000 e i 20 000 metri cubi di terra e una trentina di tonnellate di ferro.
La seconda cinta, sorprendentemente anteriore alla prima, attorno a una superficie di 200 ettari, è stata oggetto di ricerche a partire dai primi sondaggi del 1992. Queste ricerche hanno rivelato che il muro aveva un'altezza dai 4 ai 5 metri senza contare il coronamento, ancora sconosciuto allo stato attuale (palizzate, torri...?); si sviluppava in profondità per un'identica misura, ed era preceduto da un fossato largo dai 6 ai 10 metri e profondo da 2 a 4 metri. Uno studio avanzato è stato compiuto dal 1995 al 2002, con numerosi sondaggi realizzati sulla sua lunghezza dall'Università di Vienna. I ricercatori hanno potuto constatare che si trattava di un murus gallicus che fu smantellato allo scopo di costruire il muro interno. La datazione, che rimane tuttavia incerta, risale al II secolo a.C. Gli stessi scavi hanno anche portato alla luce una posterla al livello del Porrey, che è anche l'unico esempio di posterla che si conosca attualmente in fortificazioni del tipo del murus gallicus.

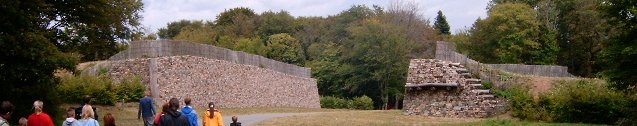
Mura di Bibracte.

Il bastione è circondato da una quindicina di porte tra cui la famosa Porte du Rebout con la sua larghezza di 20 m su una profondità di 40 m. Primo luogo ad esser scavato da Bulliot, che vi operò per 9 settimane, la Porte du Rebout fu anche il primo cantiere dei nuovi scavi iniziati nel 1984 e proseguiti fino al 1986 con lo studio dei fossati attigui ai baluardi.. Questi hanno rivelato l'esistenza di cinque differenti livelli di rifacimento tra cui una palizzata risalente al Neolitico, in base alla datazione al carbonio 14. Quest'ultima è stata oggetto di una ricostruzione dal 1996 che segna ora l'ingresso nell'antico oppidum. Attualmente, le ricerche non hanno permesso di scoprire un sistema di chiusura della porta, né un dispositivo a sua difesa. Alcune ipotesi hanno proposto l'esistenza di una doppia porta sormontata da una torre di guardia, del tipo riscontrato nell'oppidum di Manching, ma nulla può confermare attualmente una simile congettura.
Le ricerche sulle fortificazioni, si sono ultimamente concentrate, dal 2005, su una linea di fortificazione a valle della Porte du Rebout, le cui datazioni sembrano indicare una realizzazione posteriore alla porta, a costituire così una fortificazione avanzata, che sarà studiata nelle prossime campagne di scavo. Parallelamente, sono stati trovati dei recinti di sepolture aristocratiche fra le due linee murarie.

### Quartiere artigianale dei quartieriCôme ChaudroneChamplain
Gli scavi, ripresi dal 2000 nei quartieri detti Côme Chaudron e Champlain, presso la Porte du Rebout, hanno rivelato un quartiere consacrato alla lavorazione dei metalli e all'alloggiamento degli artigiani. La lavorazione dei metalli sembrerebbe essere estremamente specializzata: vi si ritrovano infatti fabbri, bronzisti, smaltatori, i cui atelier erano già stati individuati da Gabriel Bulliot, ma senza dubbio anche orafi e coniatori di moneta.
Degli scavi sul sito del Beuvray, all'altezza dello Champlain, e sui massicci nei paraggi, cominciano a rivelare l'esistenza di miniere di estrazione di metalli come l'oro, il ferro e perfino dei minerali di stagno. Queste ricerche proseguiranno per tentare di individuare i laboratori di fusione dei metalli estratti all'esterno dell'oppidum. In effetti, vista la specializzazione dell'oppidum, sembrerebbe che i metalli vi giungessero già in forma di barre, che erano quindi fuse all'esterno.
Un altro quartiere artigiano è stato trovato a livello di una delle cime del sito, presso la roccia della Wivre, zona che era stata poco sondata dalle ricerche di Bulliot e Déchelette. Questo quartiere sarà l'oggetto di scavi futuri che cercheranno di determinarne il funzionamento.

### Abitazioni

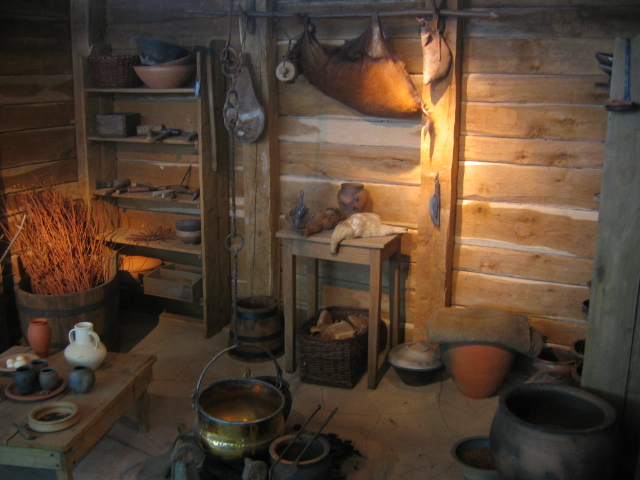
Ricostruzione ipotetica di un'abitazione gallica. Bibracte, Musée de la civilisation celtique.

Costruita principalmente con legno e terra, la tipica abitazione gallica faceva un uso parsimonioso della pietra, consacrata piuttosto alle fortificazioni. Ma, a causa della deperibilità del legno, si sa ancora poco sulle loro strutture.
Si ritrova tuttavia qualche costruzione in pietra all'interno del quartiere detto Parco dei cavalli, sicuramente delle dimore aristocratiche, e un edificio a colonne, certamente pubblico, e a livello del Pascolo del Convento.
Si pensa che questi furono introdotti poco dopo la conquista romana della Gallia.

### Parco dei cavalli
Al centro del Mont-Beuvray, il pianoro detto Parc aux chevaux ospita diverse case in pietra alla romana che furono scavate dal XIX secolo. Vi si trova, in particolare, l'abitazione PC1 (chiamato così da Jacques Gabriel Bulliot) che è una vera miniera per i ricercatori. Infatti, essa si è evoluta da una costruzione in legno (d'ispirazione romana), a una vera e propria domus con un atrio a impluvium, dei portici e perfino delle terme riscaldate tramite ipocausto, oltre che di una fogna. Nella sua fase finale, l'abitazione misurava 55 m × 67 m, sviluppandosi su una superficie di circa 3 500 m², ossia circa quattro volte la grandezza di una tipica abitazione di Pompei. Si stima che vi fossero all'incirca una quindicina di abitazioni in questa zona, come, ad esempio, la PC2, di taglia più piccola, che sta di fronte alla PC1 dall'altro lato della via centrale. Si sono ritrovati inoltre anche degli abitati del tipo villa rustica (le abitazioni rurali italiche) come la PC33.. Tuttavia, non si sa ancora se si trattava di un quartiere residenziale riservato unicamente a un'élite, dal momento che gli scavi hanno rivelato anche la presenza di fucine nei pressi delle abitazioni.

### La vasca monumentale e il circondario

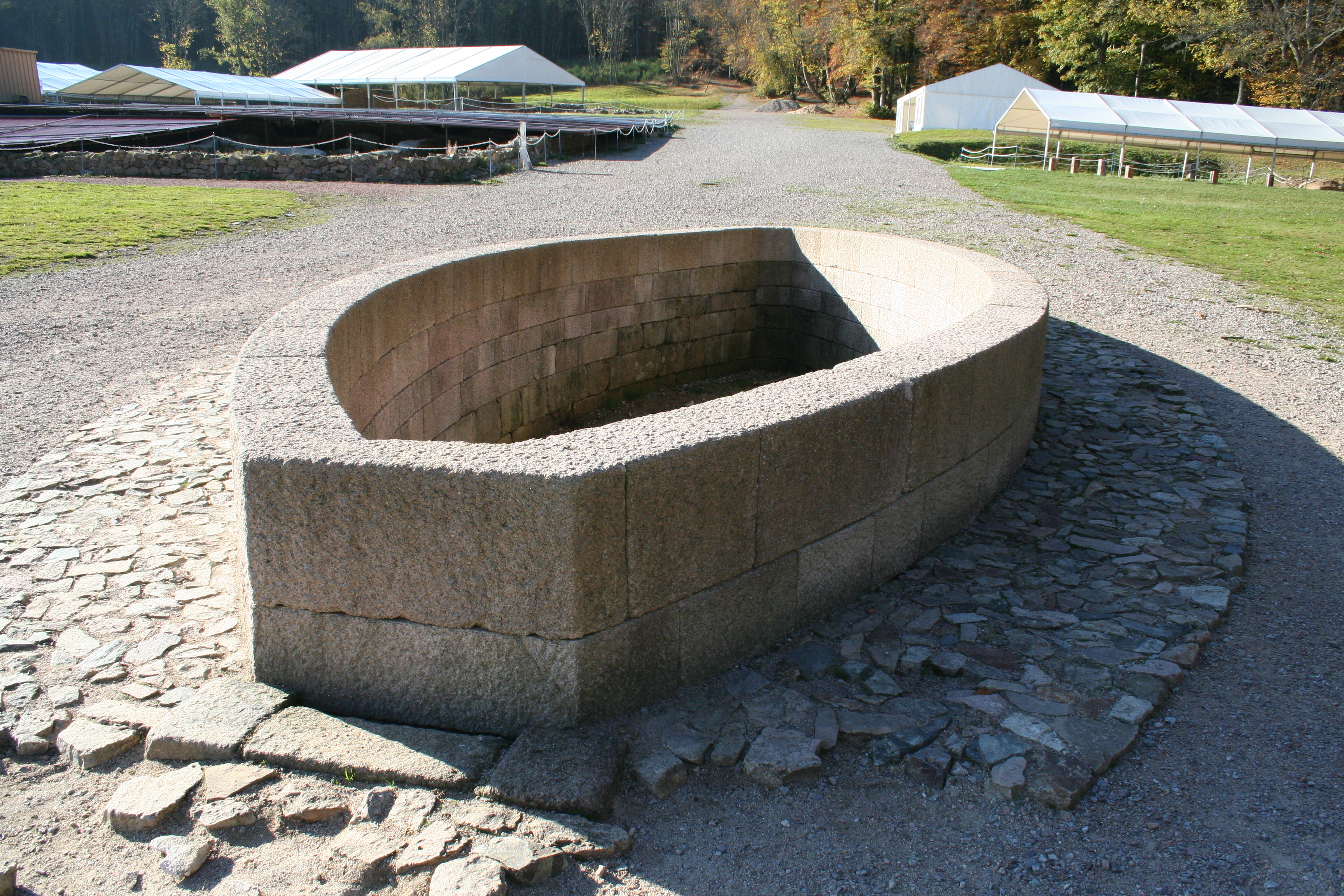
Vasca monumentale di Bibracte.

Al centro della strada principale, all'altezza del pascolo del Convento, si erge questo bacino monumentale in granito rosa la cui orientazione trasversale corrisponde al levarsi del Sole durante il solstizio d'inverno e al suo tramonto durante il solstizio d'estate. L'evacuazione delle acque avveniva per l'imboccatura a nord, a cascata, proseguendo poi per una canalizzazione. L'approvvigionamento dell'acqua non è stato comunque ancora scoperto:
- la vasca è impermeabilizzata con uno strato di argilla rossa, il che esclude che fosse alimentato da una sorgente
- nessuna canalizzazione d'approvvigionamento è stata ancora trovata

Il principio geometrico per la realizzazione della forma è conosciuto: si tratta dell'intersezione di due cerchi con gli esatti rapporti di lunghezza di un triangolo di Pitagora congiungente il centro del cerchio, il centro del bacino e un'estremità di questo.
Tuttavia, il suo uso non è ancora compreso: luogo sacro di fondazione della città? Culto delle acque? Inoltre, secondo alcuni specialisti, questo modo di tagliare il granito è inusuale e si basa su principi di taglio del calcare utilizzati in ambiente mediterraneo. Gli Edui, senza dubbio, hanno fatto ricorso a degli stranieri per realizzare l'opera.
Tutto ciò concorda nell'indicare questo bacino come un monumento fuori dal comune nell'architettura celtica. 

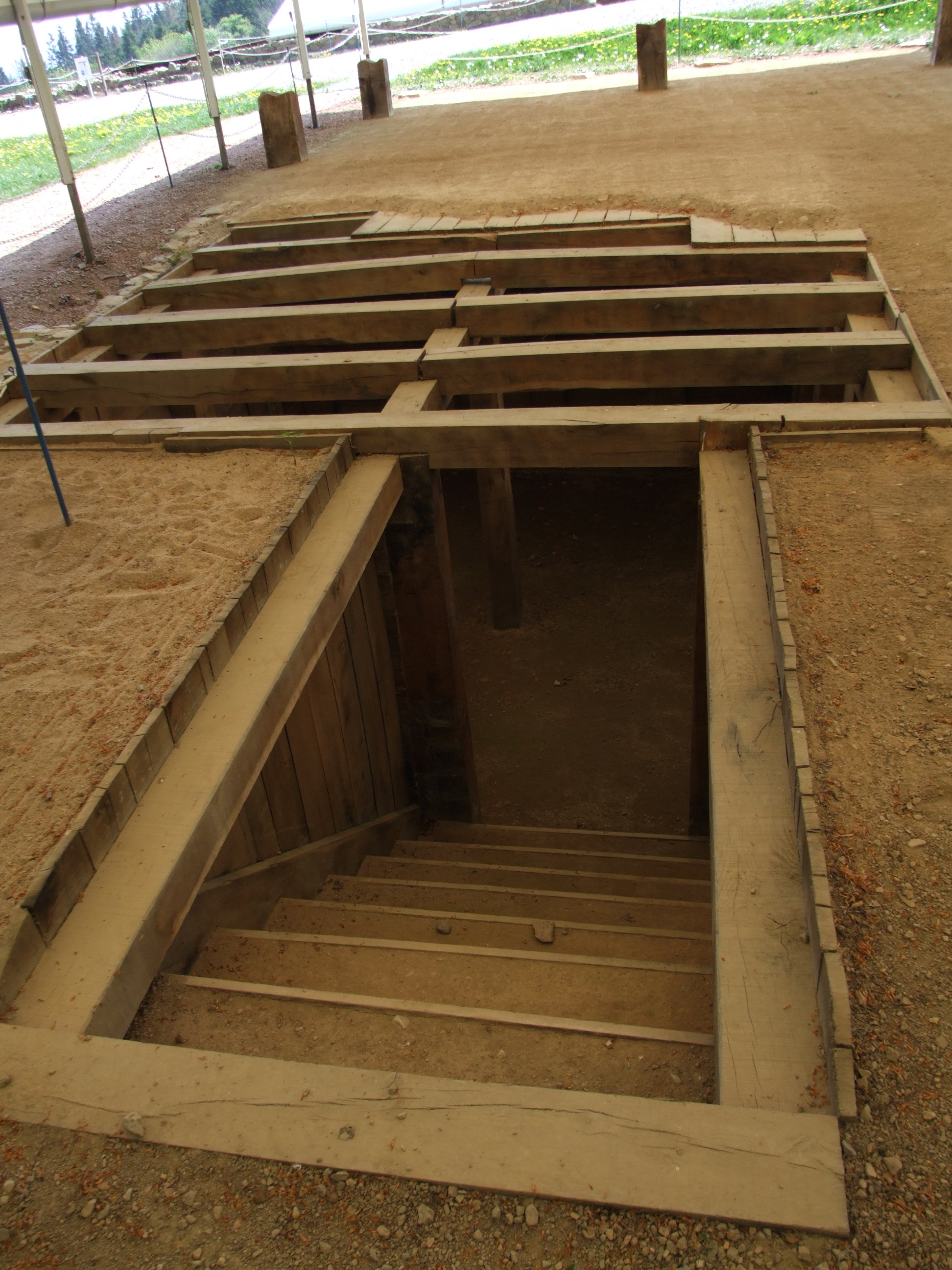
Ricostruzione di un magazzino ipogeo nel quartiere della Pâture du Couvent.

Nelle vicinanze si trovano numerosi magazzini ipogei e degli edifici, certamente pubblici, per lo stoccaggio di grandi quantità di cereali e di vini importati da paesi meridionali. Una di queste cantine in legno è stata recentemente ricostruita. È sicuramente in costruzioni come queste che gli Edui ammassavano i loro raccolti e le loro importazioni.

### Luoghi di culto

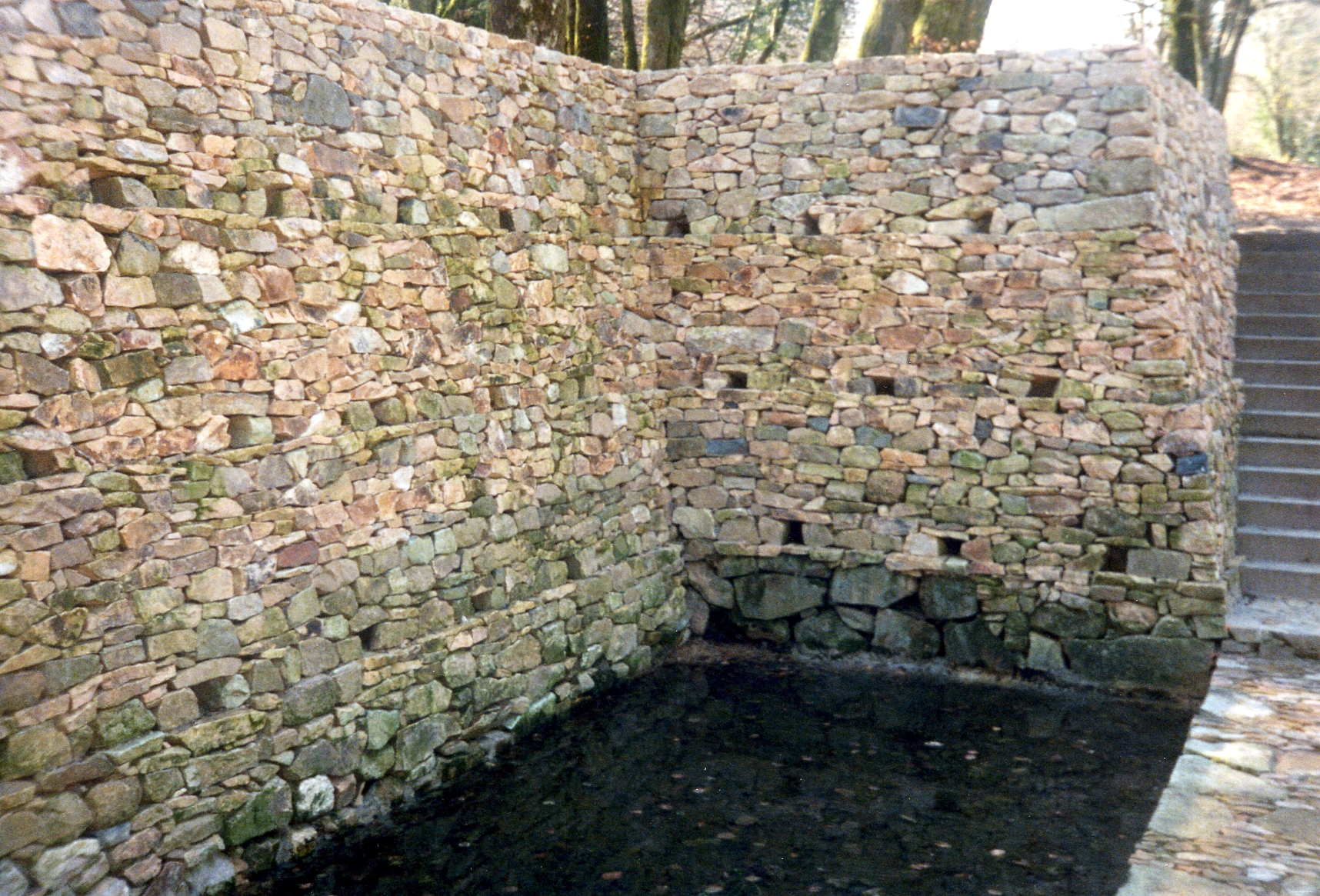
Restauro della Fontaine Saint-Pierre.

L'oppidum di Bibracte conta una decina di sorgenti e cinque fontane cittadine databili dall'epoca gallica a quella gallo-romana. La fontana Saint-Pierre era un luogo di culto e pellegrinaggio nel quale sono stati ritrovati pezzi monetali ed ex voto.
Alla sommità del monte, è stato portato alla luce uno spazio cultuale celtico di un ettaro, il nemeton, circondato da una palizzata e da fossati concentrici..
Sotto l'attuale cappella del XIX secolo, gli scavi del 1988 hanno scoperto, dal canto loro, un tempio gallo-romano.
Inoltre, l'abbandono della città prima dell'inizio dell'era cristiana non ha impedito il protrarsi per un lungo tempo di una tradizione di pellegrinaggi in questi stessi luoghi.

### Necropolide la Croix du Rebout
Situata sotto l'attuale parcheggio del museo, la necropoli è stata oggetto di scavi di salvataggio all'epoca in cui fu costruita la struttura museale e deviata la strada dipartimentale. Sotto una superficie di 1,5 ettari, si sono ritrovati 70 recinti funerari con provvisti di un'entrata a oriente, costituiti da tombe a incinerazione. Il luogo in cui veniva effettuata la cremazione dei corpi è stato ritrovato più a sud.
Altre urne funerarie sono state scoperte più in basso della Porte du Rebout, sicuramente i resti di una famiglia aristocratica della città.
Altre necropoli dovevano trovarsi lungo le vie di accesso al luogo, come era d'uso all'epoca, ma non sono ancora state scavate.

## Una finestra aperta sul mondo celtico

### Il museo della civiltà celtica

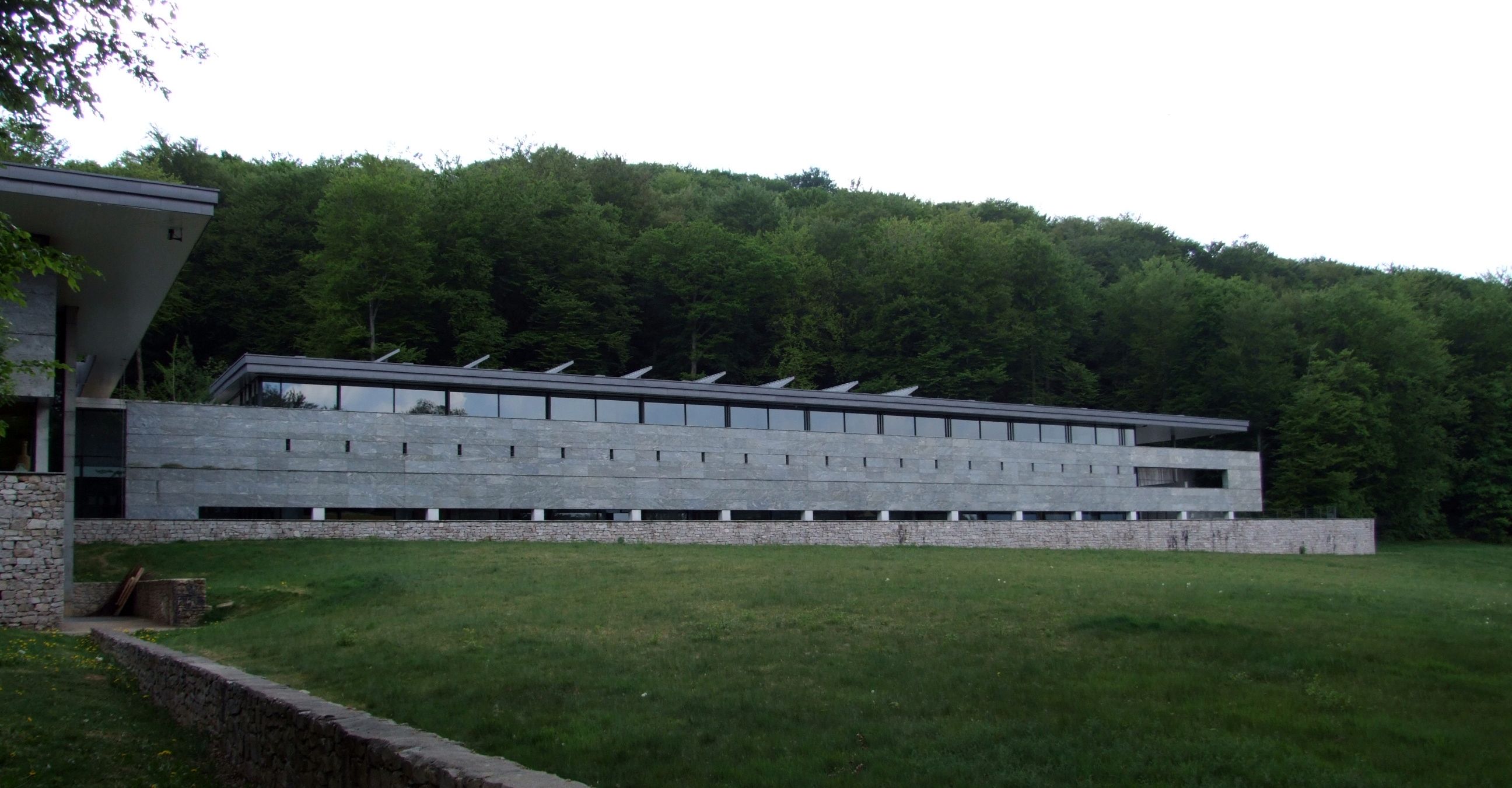
Musée de la civilisation celtique di Bibracte.

Il sito archeologico ospita il Museo della civiltà celtica, realizzato da Pierre-Louis Faloci e aperto al pubblico nel 1996. Pierre-Louis Faloci è inoltre l'architetto che ha realizzato il centro europeo di ricerca archeologica di Bibracte, inaugurato nel 1994. La stessa costruzione architettonica corrisponde agli stadi di evoluzione delle varie epoche dell'umanità: base in pietra intagliata, muro levigato di pradesh e tetto metallico. Quanto alle facciate, esse sono dei grandi spazi vetrati, una dei quali coperto dal muro di pradesh (lato valle) mentre quello che guarda verso il sito archeologico lascia libero spazio allo sguardo dei visitatori.
Il museo possiede poche collezioni proprie mentre numerosi oggetti esposti sono in prestito da altri musei: vi si è potuto così ammirare, in alcuni anni, il calendario di Coligny e il Calderone di Gundestrup.

#### Esposizioni permanenti
I 2000 m² di esposizione del museo sono strutturati su due piani. Il primo piano (e il primo anche nella visita) ripercorre la storia della scoperta del sito e colloca Bibracte nel contesto globale della cultura celtica europea. Vi sono trattati la maggior parte dei soggetti: guerra, epoca degli oppida, commercio con il Mediterraneo, agricoltura.
Il pianterreno, costituito dal diverse alcove, ripercorre a sua volta la vita degli Edui a Bibracte. Oggetti della vita quotidiana, gioielli, urne funerarie, botteghe e laboratori artigiani vi sono ricostruiti ed esposti.

#### Esposizioni temporanee

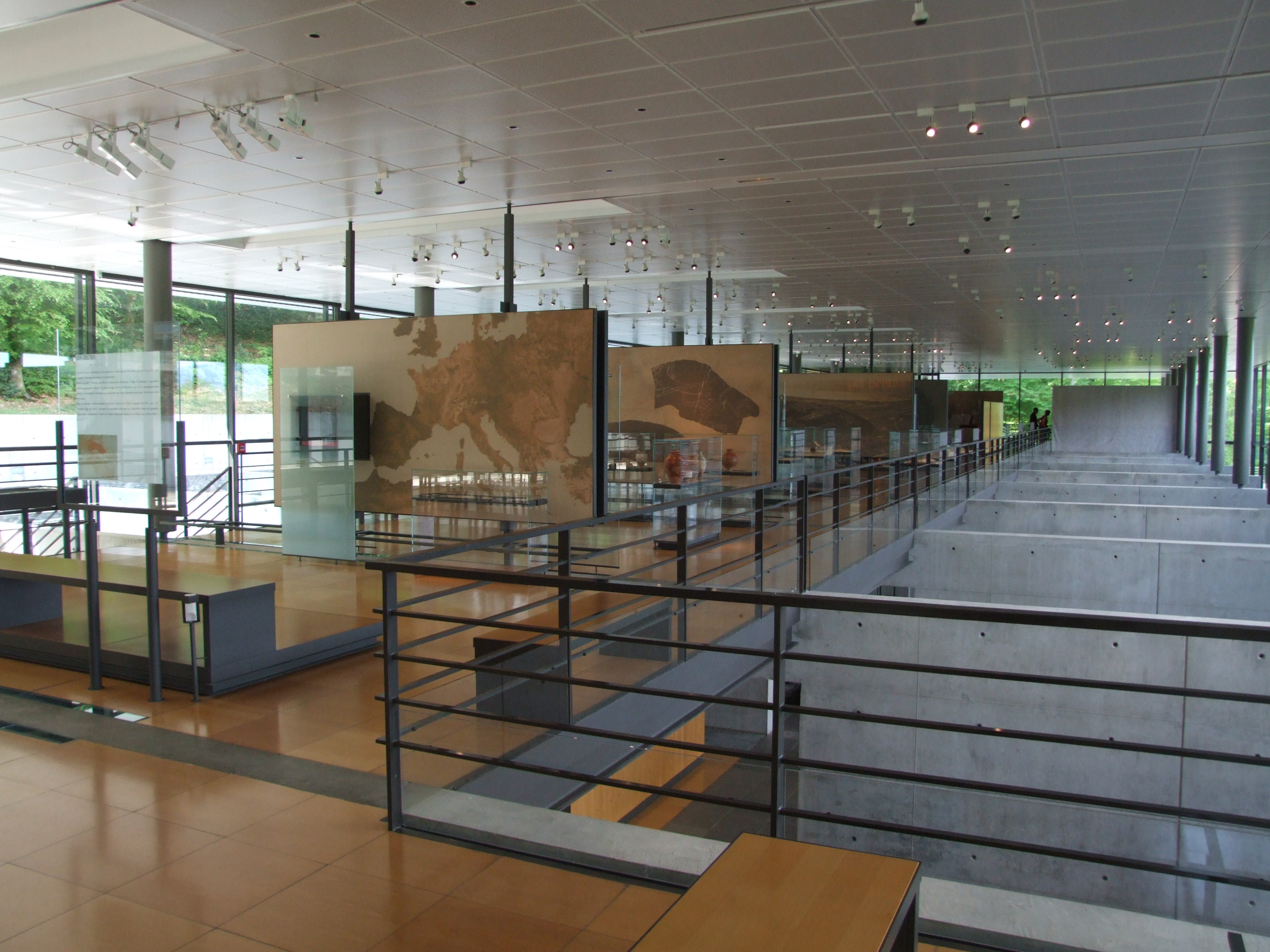
Le collezioni del museo di Bibracte.

Il museo ospita anche delle esposizioni estive incentrate su specifici soggetti del mondo celtico:
- 1995: L'Europa dei Celti al tempo di Bibracte
- 1996: La storia vista dal cielo
- 1997: Uno sguardo sui Celti in Slovenia
- 1998: Al confine tra Oriente e Occidente. L'arte protostorica in Ungheria nel I millennio a.C.
- 1999: Le sepolture degli ultimi aristocratici celtici
- 2000: I druidi gallici
- 2001: L'epoca dei Galli in Provenza
- 2002: Sulle tracce di Cesare
- 2003: fabbri e ferraioli
- 2004: L'oro bianco di Hallstatt
- 2005: Il vino, nettare degli dei
- 2006: Tesori femminili
- 2007: Bibracte-Kathmandu andata e ritorno
- 2008: Situlae, immagini di un mondo scomparso
- 2009: La Tène
- 2010: I Galli festeggiano

### Centro di ricerca di Glux-en-Glenne
Situato a quattro chilometri dal Beuvray, nel comune di Glux-en-Glenne (Nièvre), vi si trova una delle più importanti biblioteche sul mondo celtico, regolarmente rifornita da ricercatori europei che vi portano copie delle loro pubblicazioni. 
Vi si trova anche un deposito archeologico, l'amministrazione del parco archeologico, vari locali tecnici, una sala per seminari e, nel paese, un refettorio e diversi alloggi.

## Controversia sulla collocazione geografica di Bibracte
Malgrado l'unanimità dell'ambiente scientifico europeo nel collocare Bibracte sul Beuvray, bisogna dar conto delle controversie di alcuni storici amatoriali, i quali ritengono che il monte non abbia mai ospitato la capitale degli Edui.
La vera Bibracte, secondo loro, sarebbe da ricercare sul Mont-Saint-Vincent nella Saona e Loira. Essi cercano di motivarlo, tra l'altro, con l'assenza di pezzi edui tra le monete ritrovate negli scavi e le pitture vascolari che corrispondono a motivi animali ed astratti di altri popoli celtici. Infine, la collocazione del Beuvray, a 800 m d'altitudine, con un rilievo abbastanza scosceso, offrirebbe condizioni troppo sfavorevoli per installarvi una capitale.
Tuttavia, le sempre più scientifiche tecniche di scavo e di investigazione archeologica messe in atto dai ricercatori europei, confortano la localizzazione di Bibracte comunemente accettata in ambito scientifico.

## Galleria d'immagini

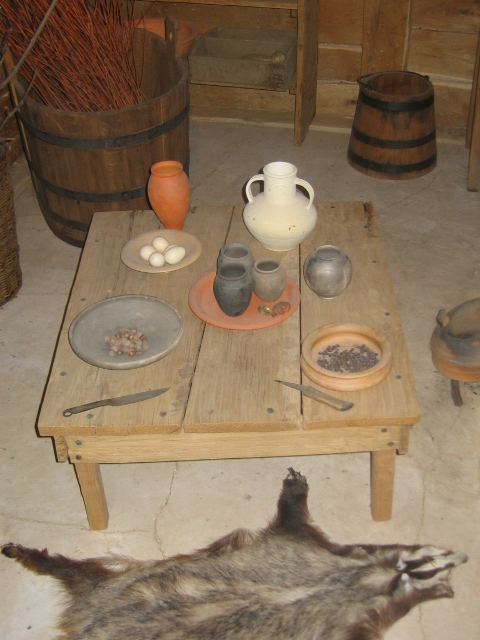
La vita di tutti i giorni a Bibracte
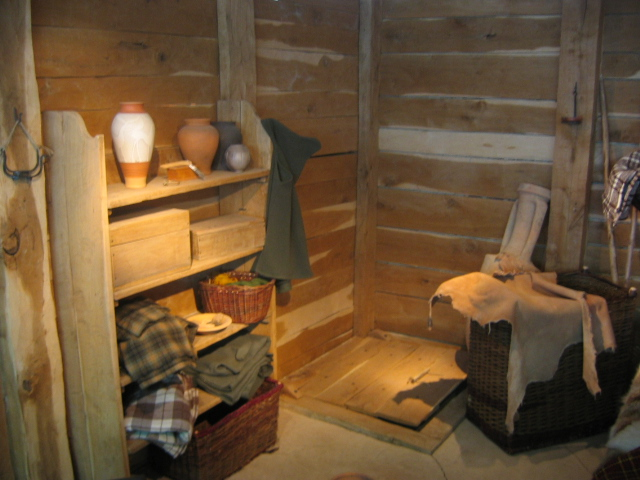
La vita di tutti i giorni a Bibracte
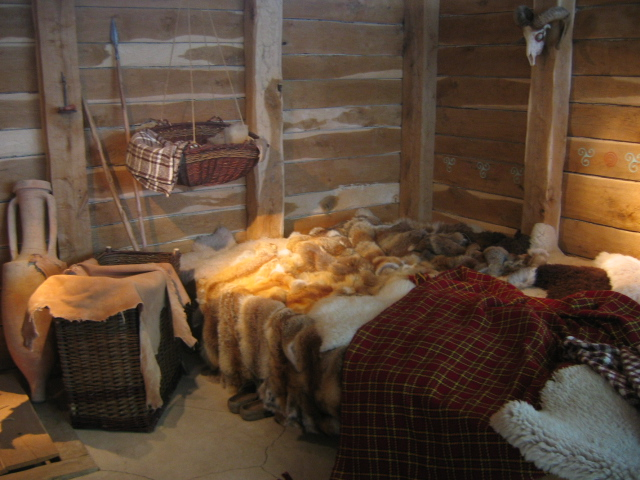
La vita di tutti i giorni a Bibracte
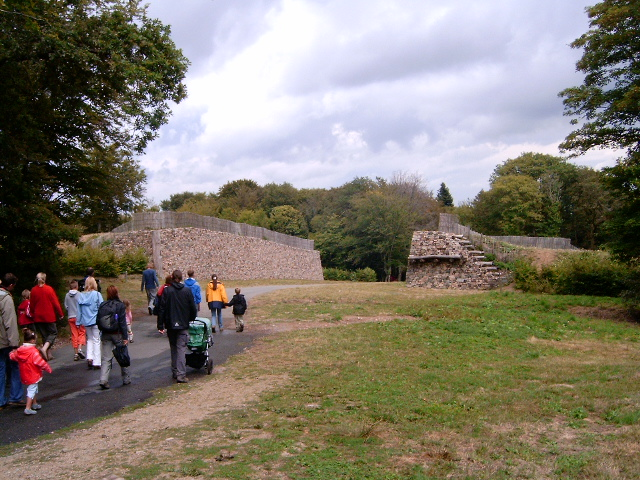
Mura di Bibracte
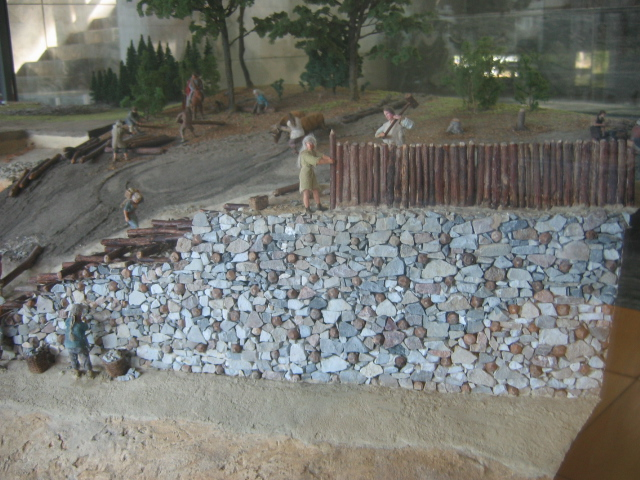
Costruzione del murus gallicus
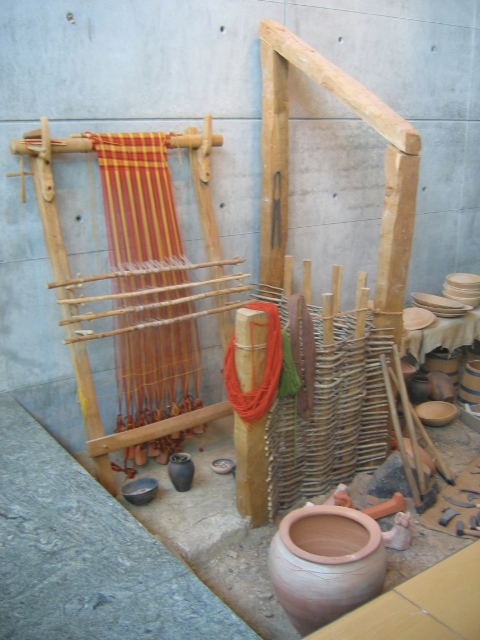
Mestieri a Bibracte
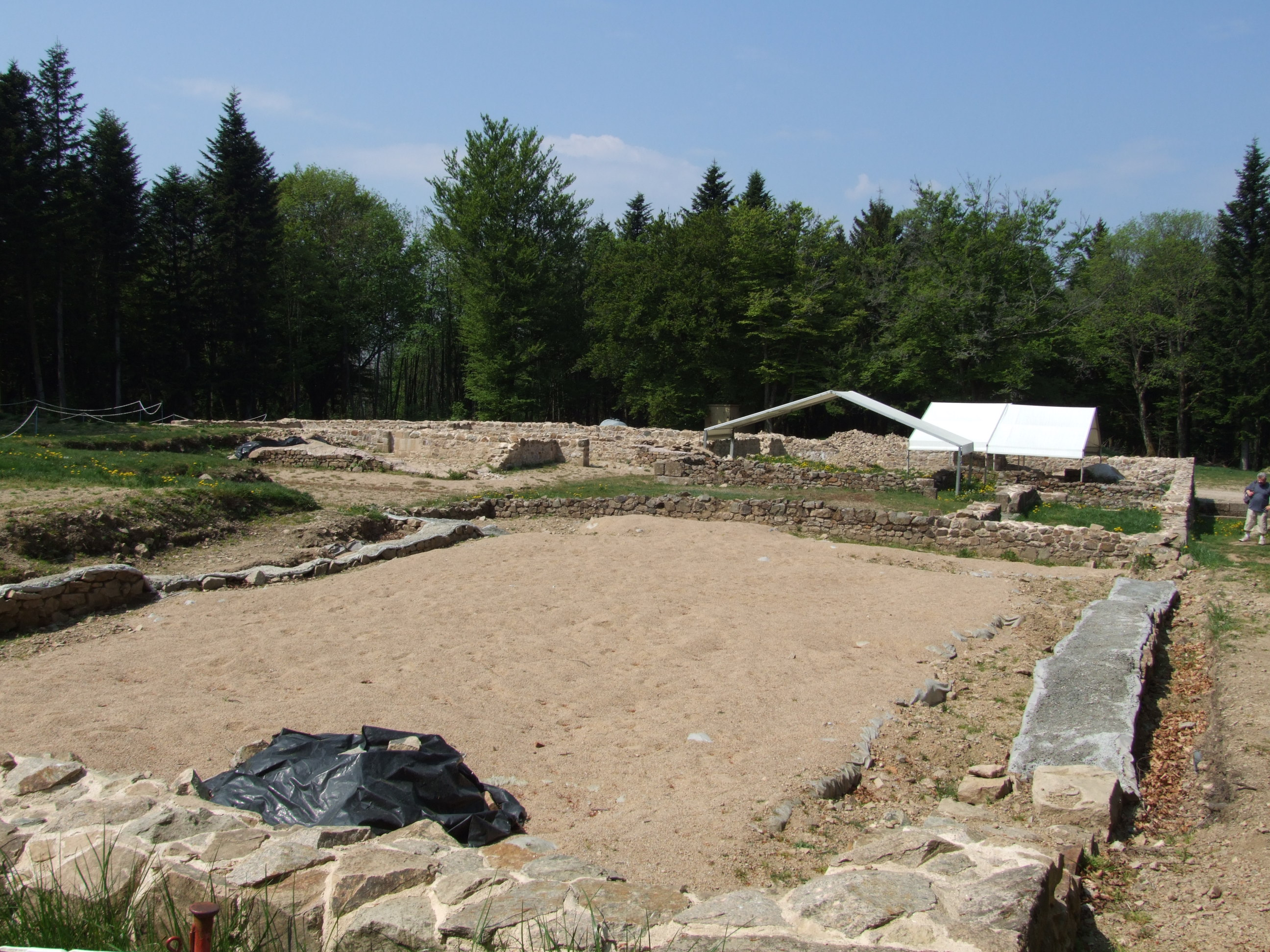
Rovine presso Mont Beuvray
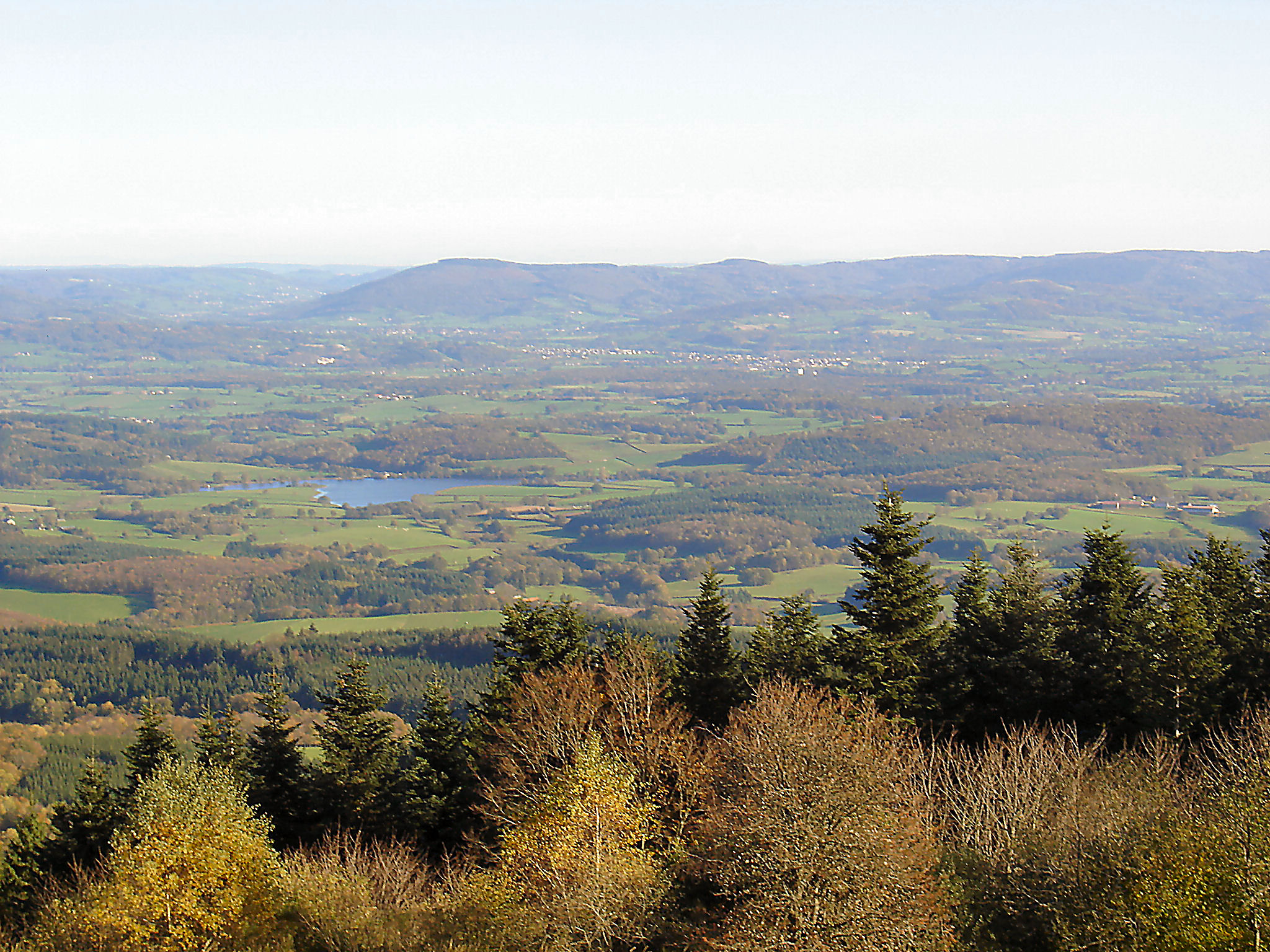
Il monte dove sorgeva Bibracte: Mont Beuvray